# Kit Connor
Kit Sebastian Connor (* 8. března 2004 Londýn, Spojené království) je britský herec a dabér. Jeho doposud nejvýznamnější role je role Nicka Nelsona v britském televizním seriálu Srdcerváči (2022-2023) od společnosti Netflix.

## Dětství a osobní život
Narodil se roce 2004 v londýnské čtvrti Croydon, kde také trávil celé dětství. Navštěvoval Hayes Primary School v londýnském obvodu Kenley a poté střední školu Whitgift School, kde exceloval u závěrečných zkoušek. Mezi jeho oblíbené předměty patřila dramatická výchova, anglický jazyk a literatura a dějepis.
V současnosti je svobodný. V říjnu 2022 provedl svůj coming out na svém twitterovém účtu, kde se přiznal k bisexuální orientaci. Dle své výpovědi byl k tomu donucen mnoha fanoušky seriálu Srdcerváči. Mnoho fanoušků mu však vyjádřilo podporu, včetně jeho hereckých kolegů a např. i samotné autorky knižní předlohy Alice Oseman.

## Filmografie

### Film
| Rok  | Název                                                 | Role                  | Poznámky |
| ---- | ----------------------------------------------------- | --------------------- | -------- |
| 2014 | Get Santa                                             | Tom Anderson          |          |
| 2015 | Pan Holmes                                            | Boy                   |          |
| 2017 | The Mercy                                             | Simon Crowhurst       |          |
| 2018 | Spolek přátel krásné literatury a bramborových koláčů | Eli Ramsey            |          |
| 2018 | Ready Player One                                      | dítě Rebů             |          |
| 2018 | Slaughterhouse Rulez                                  | Wootton               |          |
| 2019 | Little Joe                                            | Joe Woodard           |          |
| 2019 | Rocketman                                             | mladý Reginald Dwight |          |
| 2024 | Rozzum v divočině                                     | Brightbill (hlas)     |          |
| TBA  | A Cuban Girl's Guide to Tea and Tomorrow              | Orion Maxwell         |          |
| TBA  | One Of Us                                             | nejmladší chlapec     |          |

### Televize
| Rok       | Název                          | Role               | Poznámky                   |
| --------- | ------------------------------ | ------------------ | -------------------------- |
| 2013      | An Adventure in Space and Time | Charlie            | TV film                    |
| 2013      | Casualty                       | Barnaby Lee        | díl: „Away in a Manger“    |
| 2013      | Chickens                       | Clem               | díl: „Episode Six“         |
| 2014–2015 | Rocket's Island                | Archie Beckles     | hlavní role                |
| 2015      | The Frankenstein Chronicles    | Joey               | díl: „A World Without God“ |
| 2016      | Grantchester                   | Charlie Jones      | díl: „Episode 5“           |
| 2016      | War & Peace                    | mladý Petya Rostov | 3 epizody                  |
| 2017      | SS-GB                          | Bob Sheenan        | minisérie; vedlejší role   |
| 2018      | Grandpa's Great Escape         | Jack               | TV film                    |
| 2019–2022 | Temné hmoty                    | Pantalaimon (hlas) | vedlejší role              |
| 2022–2024 | Srdcerváči                     | Nick Nelson        | hlavní role                |

### Divadlo
| Rok       | Název                      | Role             | Poznámky                     |
| --------- | -------------------------- | ---------------- | ---------------------------- |
| 2016      | Welcome Home, Captain Fox! | malý chlapec     | Donmar Warehouse             |
| 2018      | Fanny & Alexander          | Alexander Ekdahl | Old Vic                      |
| 2024–2025 | Romeo + Juliet             | Romeo            | Circle in the Square Theatre |

### Videohry
| Rok  | Název                  | Role        | Poznámky     |
| ---- | ---------------------- | ----------- | ------------ |
| 2022 | A Plague Tale: Requiem | hlas Lucase | Asobo Studio |